# 安德森嶺
74°43′S 162°37′E / 74.717°S 162.617°E
安德森嶺（英語：Andersson Ridge）是南極洲的山嶺，位於維多利亞地的彭內爾海岸，處於安德頓冰川和卡內恩冰川之間，屬於艾森豪山脈的一部分，全長7公里，美國地質調查局根據測量和該國海軍的空中照片繪入地圖。